# مقتل مصعب الشامي
مصعب مصطفي الشامي (16 سبتمبر 1987 - 14 أغسطس 2013)، مصور و صحفي مصري كان يعمل في شبكة رصد الإخبارية، تخرج في كلية الاداب قسم إعلام، تم قتله أثناء أحداث فض اعتصام رابعة العدوية 

## روابط خارجية
- (فيديو) والد مصعب الشامي يروي كيف قتله، برنامج شهود المذبحة الجزيرة مباشر مصر على يوتيوب